# 努梅里安
努梅里安（Numerian，253年—284年11月20日），全名马尔库斯·奥雷利乌斯·努梅里亚努斯（Marcus Aurelius Numerianus），罗马皇帝（282年－284年在位）。
努梅里安是罗马皇帝卡鲁斯的小儿子，皇帝卡里努斯的弟弟。282年，在他父亲继位后不久，他被任命为凯撒。
與近卫军长官的女儿结婚后，努梅里安和他的岳父一起跟随卡鲁斯远征萨珊波斯。在卡鲁斯于283年12月暴死后，努梅里安被宣布为皇帝，与早些时候称帝的卡里努斯为共治皇帝。
284年3月，努梅里安在叙利亚生病。近卫军长官认为他眼睛发炎，需要待在封闭的大马车中。随后，努梅里安被发现死于马车中。对于他的死，有人认为是谋杀，也有认为是自然死亡。

## 執政期間
努梅裡安的父親卡裡努斯和兄長巴西利翁曾經領導羅馬帝國對波斯薩珊王朝進行一系列的戰爭，努梅裡安在此期間擔任軍事指揮官之一。在283年，他的兄長突然去世，他被任命為共治皇帝，與父親共同統治羅馬帝國。
在共治期間，努梅裡安和他的父親領導軍隊對抗波斯薩珊王朝的軍隊，他們成功地打敗了波斯人並奪回了許多失地。然而，努梅裡安在行軍途中患上了一種奇怪的疾病，他的視力迅速下降，並在行進中逐漸失明。

## 死亡
努梅裡安的疾病讓他無法繼續執政，於284年11月20日在軍隊撤退途中去世。他的兄長隨後被推舉為唯一的皇帝。

## 影響
努梅里安的統治期間極短，因此他的統治對羅馬帝國沒有留下深遠的影響。然而，他的死亡和羅馬帝國的混亂局勢促使迪奧克里特實行重大的行政改革，這些改革最終加強了帝國的統一和強大。